# Plateau de Chabris / La Chapelle - Montmartin
Plateau de Chabris / La Chapelle - Montmartin este o arie protejată (arie de protecție specială avifaunistică — SPA) din Franța întinsă pe o suprafață de 16.669 ha, integral pe uscat.

## Localizare
Centrul sitului Plateau de Chabris / La Chapelle - Montmartin este situat la coordonatele 47°14′06″N 1°40′37″E / 47.235°N 1.67694°E.

## Înființare
Situl Plateau de Chabris / La Chapelle - Montmartin a fost declarat arie de protecție specială avifaunistică în baza directivei 79/409 din 1979 referitoare la conservarea păsărilor sălbatice pentru a proteja 10 specii de animale.

## Biodiversitate
Situată în ecoregiunea atlantică, aria protejată nu include niciun habitat protejat.
La baza desemnării sitului se află mai multe specii protejate de  păsări (10): ciuf de câmp (Asio flammeus), pasărea ogorului (Burhinus oedicnemus), caprimulg (Caprimulgus europaeus), erete vânăt (Circus cyaneus), erete cenușiu (Circus pygargus), becațină comună (Gallinago gallinago), sfrâncioc roșiatic (Lanius collurio), culic mare (Numenius arquata), spârcaci (Tetrax tetrax), nagâț (Vanellus vanellus).
Pe lângă speciile protejate, pe teritoriul sitului au mai fost identificate 15 specii de plante, 9 specii de păsări, 11 specii de nevertebrate.